# Dixième circonscription du Val-d'Oise
La dixième circonscription du Val-d'Oise est l'une des dix circonscriptions législatives françaises que compte le département du Val-d'Oise (95) situé en région Île-de-France.

## Description
La dixième circonscription du Val-d'Oise regroupe le canton de Cergy-Nord et le canton de l'Hautil à l'exception de la commune de Neuville-sur-Oise.

## Historique des députations
| Législature | Début de mandat | Fin de mandat | Député             | Parti politique | Observations                                                                           |
| ----------- | --------------- | ------------- | ------------------ | --------------- | -------------------------------------------------------------------------------------- |
| XIVe        | 20 juin 2012    | 20 juin 2017  | Dominique Lefebvre | PS              |                                                                                        |
| XVe         | 21 juin 2017    | 21 juin 2022  | Aurélien Taché     | LREM LND (2020) |                                                                                        |
| XVIe        | 22 juin 2022    | 9 juin 2024   | Aurélien Taché     | LND EÉLV (2022) | Mandat écourté à la suite d'une dissolution parlementaire décidée par Emmanuel Macron. |
| XVIIe       | 8 juillet 2024  | En cours      | Aurélien Taché     | LFI             |                                                                                        |

## Historique des élections

### Élections de 2012
Nouvelle circonscription

### Élections de 2017
Le premier tour voit l'élimination du député sortant, Dominique Lefebvre, (PS) président de la communauté d'agglomération de Cergy-Pontoise.
|                                                                           |                                                                                       |                           |                           |                          |                          |
|                                                                           |                                                                                       | Premier tour 11 juin 2017 | Premier tour 11 juin 2017 | Second tour 18 juin 2017 | Second tour 18 juin 2017 |
|                                                                           |                                                                                       |                           |                           |                          |                          |
|                                                                           |                                                                                       | Nombre                    | % des inscrits            | Nombre                   | % des inscrits           |
| Inscrits                                                                  | Inscrits                                                                              | 66 540                    | 100,00                    | 66 540                   | 100,00                   |
| Abstentions                                                               | Abstentions                                                                           | 37 903                    | 56,96                     | 42 177                   | 63,39                    |
| Votants                                                                   | Votants                                                                               | 28 637                    | 43,04                     | 24 363                   | 36,61                    |
|                                                                           |                                                                                       |                           | % des votants             |                          | % des votants            |
| Bulletins blancs                                                          | Bulletins blancs                                                                      | 514                       | 1,79                      | 1 438                    | 5,90                     |
| Bulletins nuls                                                            | Bulletins nuls                                                                        | 128                       | 0,45                      | 429                      | 1,76                     |
| Suffrages exprimés                                                        | Suffrages exprimés                                                                    | 27 995                    | 97,76                     | 22 496                   | 92,34                    |
|                                                                           |                                                                                       |                           |                           |                          |                          |
| Candidat Étiquette politique (partis et alliances)                        | Candidat Étiquette politique (partis et alliances)                                    | Voix                      | % des exprimés            | Voix                     | % des exprimés           |
|                                                                           |                                                                                       |                           |                           |                          |                          |
|                                                                           | Aurélien Taché La République en marche                                                | 10 279                    | 36,72                     | 13 275                   | 59,01                    |
|                                                                           | Katia Noin Ledanois La France insoumise                                               | 4 037                     | 14,42                     | 9 221                    | 40,99                    |
|                                                                           | Virginie Tinland Les Républicains (Union des démocrates et indépendants)              | 3 397                     | 12,13                     |                          |                          |
|                                                                           | Dominique Lefebvre (député sortant) Parti socialiste                                  | 3 263                     | 11,66                     |                          |                          |
|                                                                           | Anne Cloutier Front national                                                          | 2 902                     | 10,37                     |                          |                          |
|                                                                           | Dominique Damour Europe Écologie Les Verts                                            | 1 184                     | 4,23                      |                          |                          |
|                                                                           | Rida Boultame Divers (Mouvement démocrate)                                            | 635                       | 2,27                      |                          |                          |
|                                                                           | Maxime Loubar Divers (Allons enfants)                                                 | 616                       | 2,20                      |                          |                          |
|                                                                           | Françoise Courtin Parti communiste français                                           | 478                       | 1,71                      |                          |                          |
|                                                                           | Jean-François Wyss Divers (Union populaire républicaine)                              | 326                       | 1,16                      |                          |                          |
|                                                                           | Éric Cassan Lutte ouvrière                                                            | 233                       | 0,83                      |                          |                          |
|                                                                           | François Lefebvre des Noëttes Extrême gauche (Parti ouvrier indépendant démocratique) | 225                       | 0,80                      |                          |                          |
|                                                                           | Flore Davesne Divers                                                                  | 184                       | 0,66                      |                          |                          |
|                                                                           | Sylvain de Smet Divers gauche                                                         | 183                       | 0,65                      |                          |                          |
|                                                                           | Viki Mittoo Écologiste                                                                | 41                        | 0,15                      |                          |                          |
|                                                                           | Jean-Christophe Loza Divers droite (Parti chrétien-démocrate)                         | 12                        | 0,04                      |                          |                          |
| Source : Ministère de l'Intérieur - Dixième circonscription du Val-d'Oise |                                                                                       |                           |                           |                          |                          |

### Élections de 2022
Les élections législatives françaises de 2022 ont eu lieu les dimanches 12 et 19 juin 2022.
|                                                    |                                                                |                           |                           |                          |                          |
|                                                    |                                                                | Premier tour 12 juin 2022 | Premier tour 12 juin 2022 | Second tour 19 juin 2022 | Second tour 19 juin 2022 |
|                                                    |                                                                |                           |                           |                          |                          |
|                                                    |                                                                | Nombre                    | % des inscrits            | Nombre                   | % des inscrits           |
| Inscrits                                           | Inscrits                                                       | 67 935                    | 100                       | 67 953                   | 100                      |
| Abstentions                                        | Abstentions                                                    | 39 230                    | 57,75                     | 39 943                   | 58,78                    |
| Votants                                            | Votants                                                        | 28 705                    | 42,25                     | 28 010                   | 41,22                    |
|                                                    |                                                                |                           | % des votants             |                          | % des votants            |
| Bulletins blancs                                   | Bulletins blancs                                               | 581                       | 2,02                      | 1 363                    | 4,87                     |
| Bulletins nuls                                     | Bulletins nuls                                                 | 140                       | 0,49                      | 398                      | 1,42                     |
| Suffrages exprimés                                 | Suffrages exprimés                                             | 27 984                    | 97,49                     | 26 249                   | 93,71                    |
|                                                    |                                                                |                           |                           |                          |                          |
| Candidat Étiquette politique (partis et alliances) | Candidat Étiquette politique (partis et alliances)             | Voix                      | % des exprimés            | Voix                     | % des exprimés           |
|                                                    |                                                                |                           |                           |                          |                          |
|                                                    | Aurélien Taché* Nouvelle Union populaire écologique et sociale | 9 193                     | 32,85                     | 14 636                   | 55,76                    |
|                                                    | Victorien Lachas Ensemble                                      | 6 565                     | 23,46                     | 11 613                   | 44,24                    |
|                                                    | Richard Durand Rassemblement national                          | 3 993                     | 14,27                     |                          |                          |
|                                                    | Karim Ziabat Divers gauche                                     | 2 109                     | 7,54                      |                          |                          |
|                                                    | Patricia José Les Républicains                                 | 1 656                     | 5,92                      |                          |                          |
|                                                    | Sanaa Saitouli Divers gauche                                   | 838                       | 2,99                      |                          |                          |
|                                                    | Princesse Granvorka Puisard Reconquête                         | 769                       | 2,75                      |                          |                          |
|                                                    | Evelyne Ollivier Parti animaliste                              | 564                       | 2,02                      |                          |                          |
|                                                    | Augustin Belloc Fédération de la gauche républicaine           | 539                       | 1,93                      |                          |                          |
|                                                    | Malek Benseddik Divers centre                                  | 330                       | 1,18                      |                          |                          |
|                                                    | Joseline Sylvie Loulendot Parti radical de gauche              | 319                       | 319                       |                          |                          |
|                                                    | Sabine Rigouste Droite souverainiste                           | 291                       | 1,04                      |                          |                          |
|                                                    | Prabagarane Madi Divers gauche                                 | 220                       | 0,79                      |                          |                          |
|                                                    | Christophe Flaux Lutte ouvrière                                | 205                       | 0,73                      |                          |                          |
|                                                    | Patricia Fidi Divers centre                                    | 150                       | 0,54                      |                          |                          |
|                                                    | Mathieu Binet Parti ouvrier indépendant démocratique           | 133                       | 0,48                      |                          |                          |
|                                                    | Najet Arrar Sans étiquette                                     | 110                       | 0,39                      |                          |                          |
| * Député sortant                                   |                                                                |                           |                           |                          |                          |

### Élections de 2024
Les élections législatives françaises de 2024 auront lieu les dimanches 30 juin et 7 juillet 2024.
| Candidat                 | Candidat                 | Parti et coalition       | Nuance                   | Premier tour | Premier tour | Second tour | Second tour |
| Candidat                 | Candidat                 | Parti et coalition       | Nuance                   | Voix         | %            | Voix        | %           |
| ------------------------ | ------------------------ | ------------------------ | ------------------------ | ------------ | ------------ | ----------- | ----------- |
|                          | Aurélien Taché           | LFI (NFP)                | UG                       | 18 306       | 43,13        | 26 852      | 69,62       |
|                          | Lisbeth Macé             | RN                       | RN                       | 9 667        | 22,78        | 11 717      | 30,38       |
|                          | Sonia Krimi              | RE (ENS)                 | ENS                      | 8 129        | 19,15        |             |             |
|                          | Edwina Etoré-Manika      | LR                       | LR                       | 4 249        | 10,01        |             |             |
|                          | Albert Saint-Jean        | UDI                      | UDI                      | 1 107        | 2,61         |             |             |
|                          | Christophe Flaux         | LO                       | LO                       | 489          | 1,15         |             |             |
|                          | Souade De la Faye        | DLF                      | DSV                      | 488          | 1,15         |             |             |
|                          | Jean Caillot             | NPA-R                    | EXG                      | 7            | 0,02         |             |             |
|                          |                          |                          |                          |              |              |             |             |
| Suffrages exprimés       | Suffrages exprimés       | Suffrages exprimés       | Suffrages exprimés       | 42 442       | 97,38        | 38 568      | 90,22       |
| Votes blancs             | Votes blancs             | Votes blancs             | Votes blancs             | 906          | 2,08         | 3 583       | 8,38        |
| Votes nuls               | Votes nuls               | Votes nuls               | Votes nuls               | 237          | 0,54         | 599         | 1,40        |
| Total                    | Total                    | Total                    | Total                    | 43 585       | 100,00       | 42 750      | 100,00      |
| Abstention               | Abstention               | Abstention               | Abstention               | 23 188       | 34,73        | 24 056      | 36,04       |
| Inscrits / participation | Inscrits / participation | Inscrits / participation | Inscrits / participation | 66 773       | 65,27        | 66 806      | 63,99       |